# Draafsingel (Hoorn)

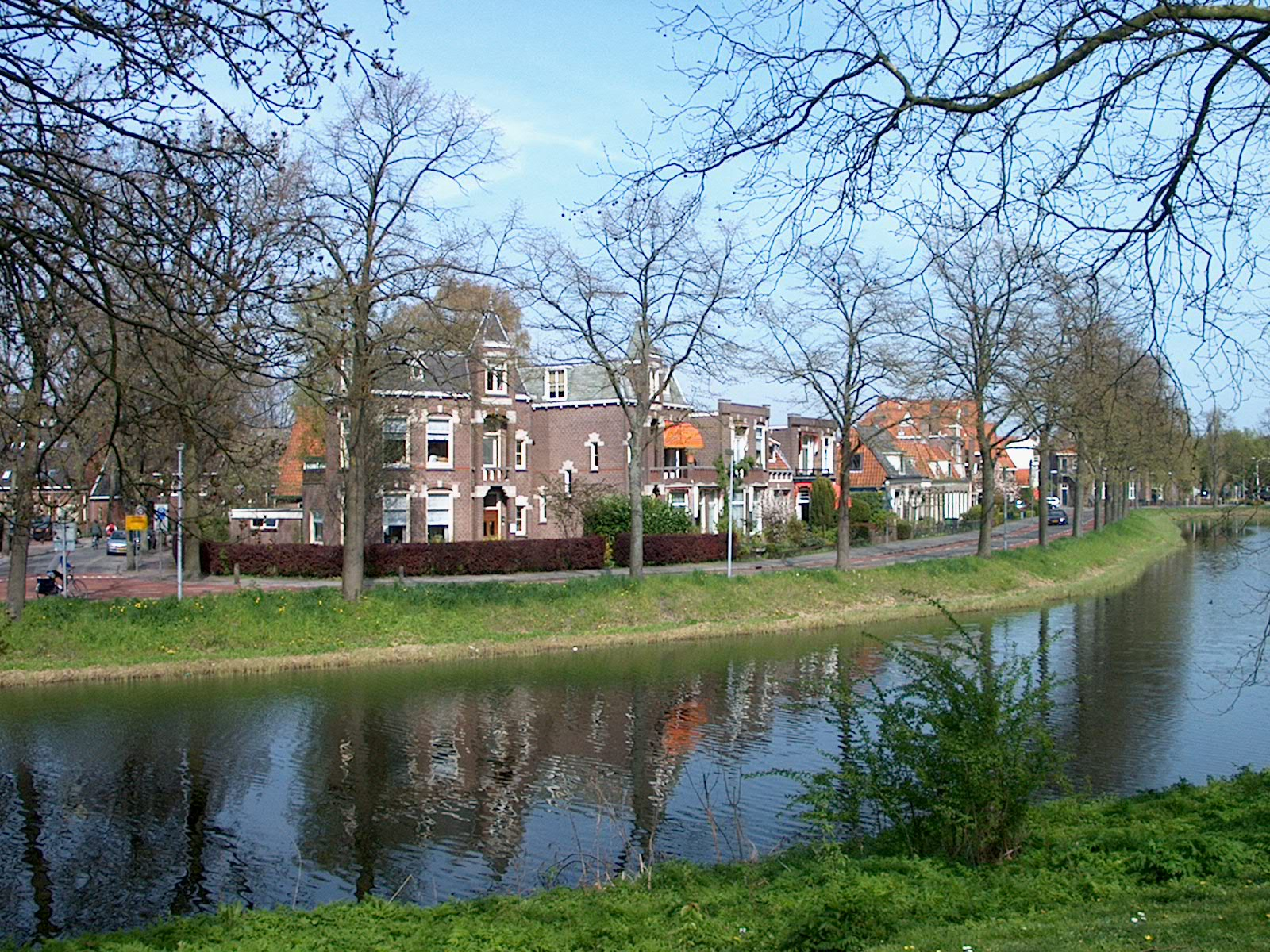
Het noordwestelijke deel van de Draafsingel

De Draafsingel is, evenals de Spoorsingel, een overblijfsel van de oorspronkelijke verdedigingsgracht of singel rondom het centrum van Hoorn, namelijk het gedeelte tussen de Oosterpoort en de Koepoort. De gracht ligt tussen de gelijknamige straat en het Achter de Vest.
Een groot deel van de gracht ligt er nog. Er stonden in de 17e eeuw ook verschillende verdedigingspoorten rond de singel, waarvan alleen de Oosterpoort en de Mariatoren over zijn gebleven. Ook is langs een groot deel van de gracht de verdedigingswal blijven staan.

## Trivia
In de zomer van 2007 maakte een deel van het wandelpad langs de gracht deel uit van een kunstroute, waarbij beschilderde eenhoorns in het water waren geplaatst.

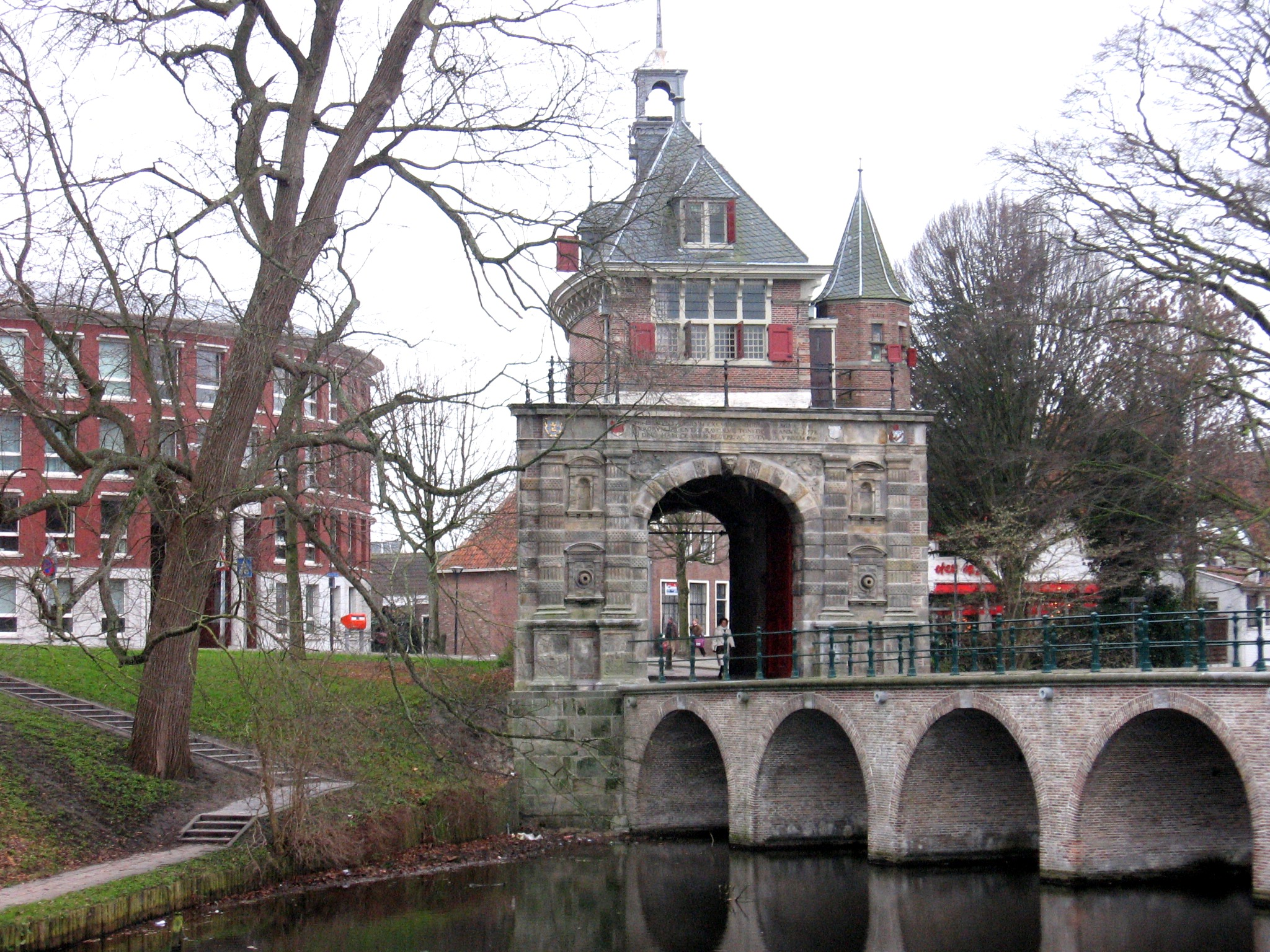
Oosterpoort aan de Draafsingel
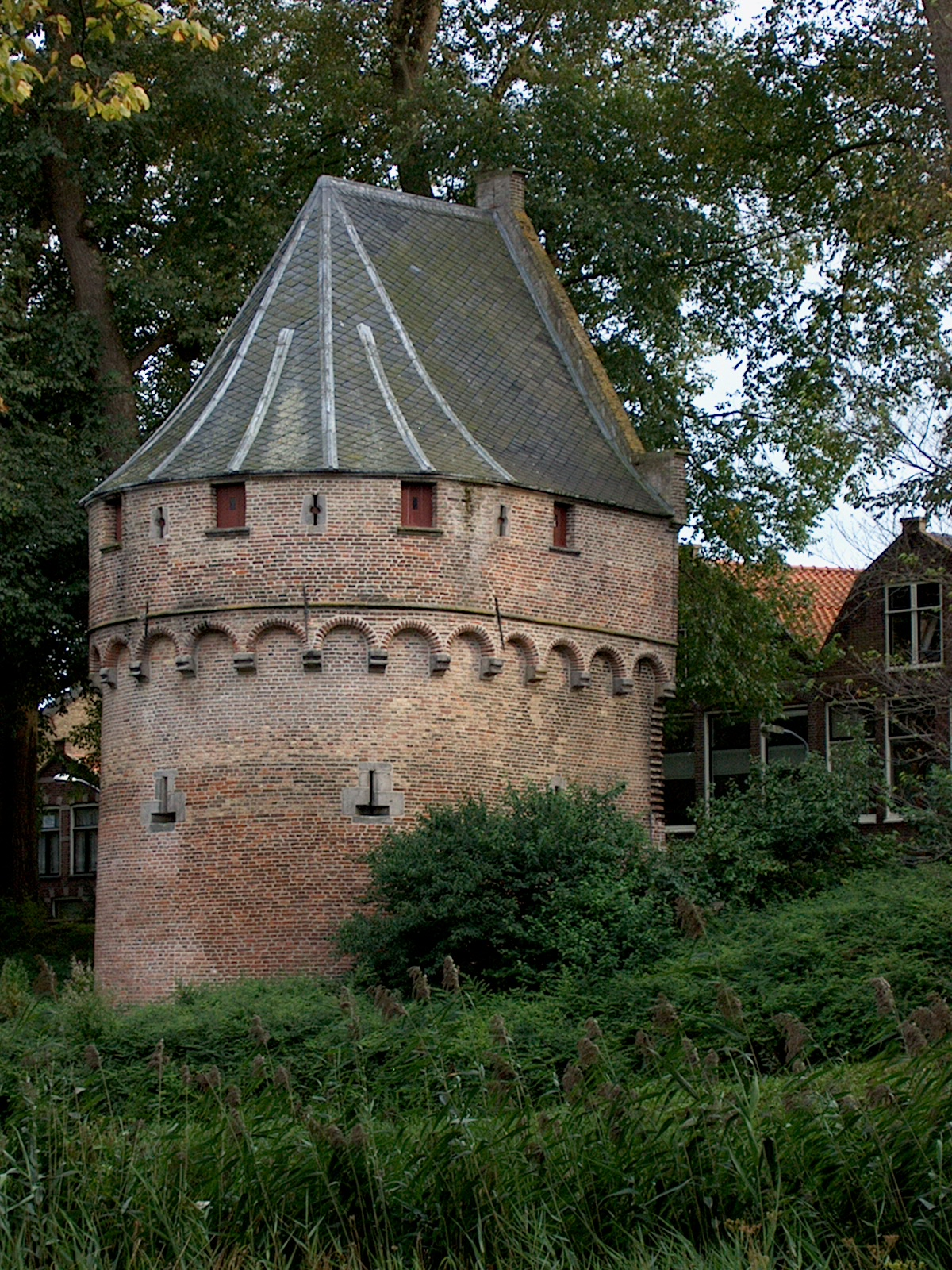
Maria- of Kruittoren